# Eremurus
Eremurus é um género botânico pertencente à família Asphodelaceae.